# Cuadros para la alameda de los duques de Osuna

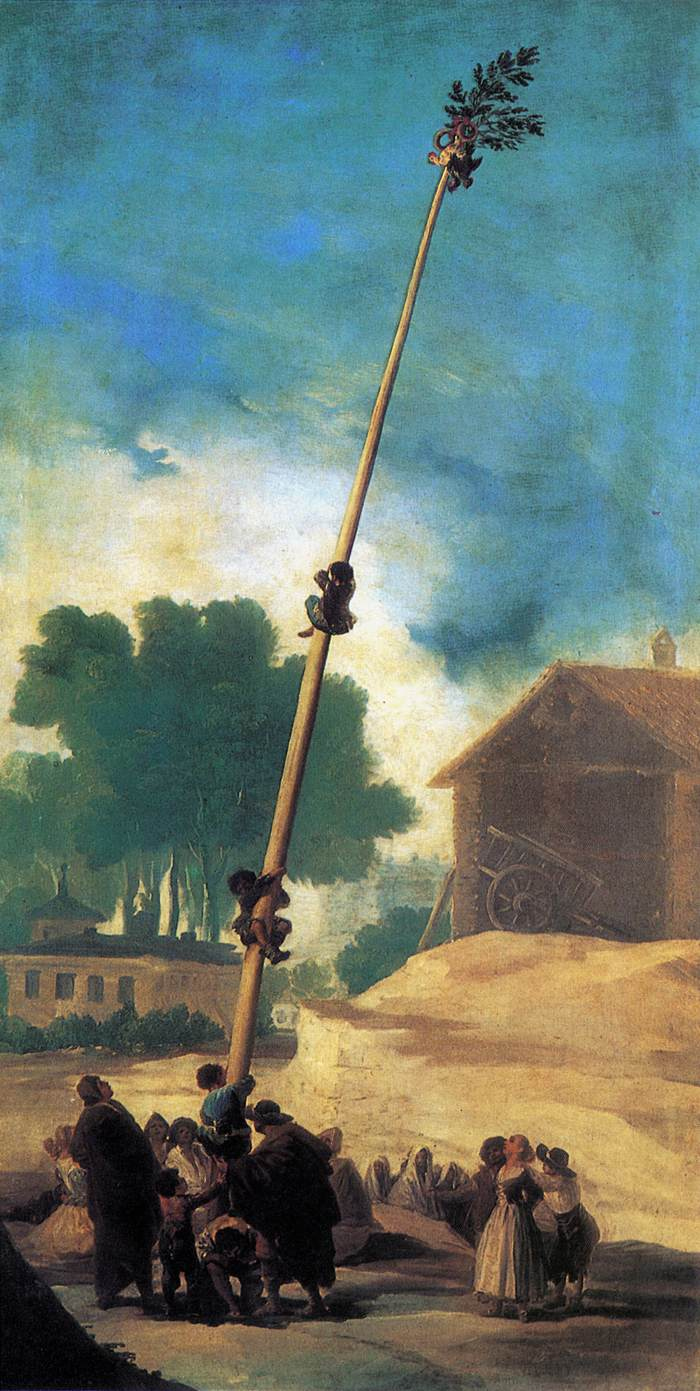
La cucaña

La serie de los cuadros para la alameda de los duques de Osuna comprende siete cuadros pintados por Francisco de Goya entre 1786 y 1787. La quinta de los duques —mecenas y amigos del pintor— era conocida como El Capricho, y se encontraba a las afueras de Madrid.
Todo el conjunto de obras guarda una estrecha relación con los cartones para tapices —sobre todo en los colores empleados y en el panorama lumínico—, cuya quinta serie Goya culminó poco antes de abordar este proyecto. Por entonces el aragonés era un artista reputado en la corte y se había forjado ya una buena imagen ante los círculos pudientes madrileños.
Las obras pasaron a poder de la Colección Marquesa de Montellano, que además resguarda otras obras de Goya, donde se encuentran hasta la actualidad.  
No debe confundirse con otros cuadros pintados por el artista, también para los duques de Osuna, en la década de los noventa. A pesar de que también adornaron la casa de campo de los duques, la crítica ha coincidido en nombrar a esta serie como «el sueño de la razón» debido a los temas brujeriles que presenta.

## Historia
La condesa de Benavente y duquesa de Osuna, María Josefa Pimentel y su marido, el duque Pedro de Alcántara Téllez-Girón y Pacheco, constituían uno de los matrimonios más cultos y activos en los círculos ilustrados madrileños. En ellos solía moverse Goya, que contaba entre sus amistades a ilustrados como Leandro Fernández de Moratín y Juan Meléndez Valdés.
Al contactar con el pintor, los duques quedaron impresionados por la facilidad con la que hacía los cartones y, tras trabar estrecha amistad, sus ahora mecenas le pidieron que realizase una serie de cuadros para decorar su quinta. El aragonés aceptó y comenzó la ejecución de los trabajos para la alameda de Osuna tras terminar su quinta serie de cartones.
El 22 de abril de 1787 se trasladaron las pinturas de la casa de Goya, acreditado como «Juan Goya» en la factura, hasta la quinta de Osuna. El pintor percibió 22 000 reales por las obras y por un retrato, perdido, de los hijos de los duques. Un tal Joaquín Gómez se encargó de pagar a Goya por su trabajo.

## Análisis

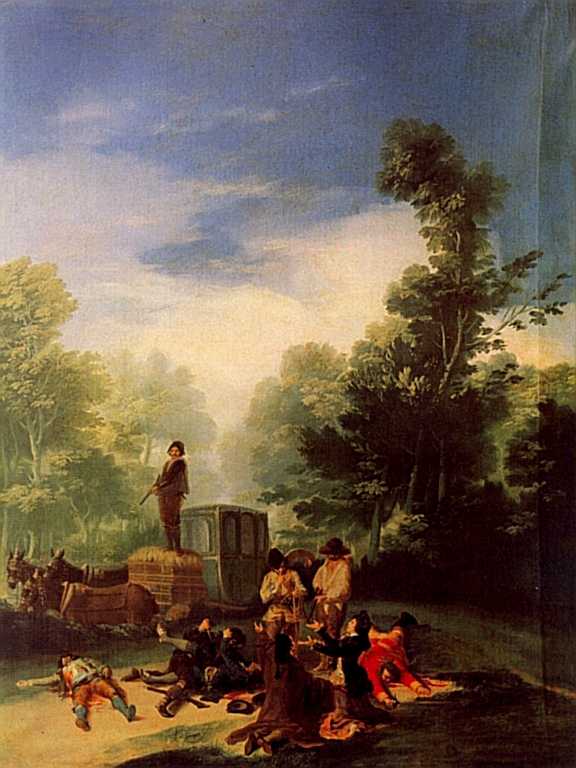
Asalto al coche

Los duques encargaron a Goya lienzos con temas similares a los que el aragonés había tratado en los cartones que entregó a la Real Fábrica de Tapices de Santa Bárbara. A pesar de ello, esta serie posee serias diferencias estéticas con los cartones. Las figuras son más reducidas, acentuándose el carácter teatral y rococó del paisaje. Goya puede probar aquí sus conocimientos de lo Sublime Terrible, corriente definida años atrás por Mengs.
Pero sobre todo existe la violencia en estos cuadros, difiriendo drásticamente de la atmósfera inofensiva que se respira en los cartones. El mayor ejemplo de ello es La caída, donde una mujer sufre sus heridas tras caer de un árbol. En Asalto de la diligencia se ve a un hombre herido por un disparo mientras un grupo de ladrones asalta a los pasajeros del coche.
En el cuadro La conducción de una piedra se detalla la jornada de trabajo de un grupo de obreros humildes. La preocupación por las clases bajas es una de las características principales del prerromanticismo, cuyos ideales Goya había asimilado a través del contacto con ilustrados como Jovellanos. El primer cuadro que hace referencia a esta faceta del pintor es El albañil borracho.
En toda la serie prevalecen los temas rurales, tranquilos y amables, a semejanza de los cartones. La gama cromática es armoniosa y agradable, aunque Goya —afirma Glendinning— cree que deben dejarse de pintar escenas de ocio campestre para las residencias situadas a las afueras de grandes urbes.
Se presenta el mismo escenario que Goya planteó en sus obras para la Real Fábrica: la ribera del Manzanares y sus alrededores. Pero el hecho de que la violencia irrumpa en algunas escenas de esta serie coloca a ambos conjuntos en polos extremos.
La cucaña está sólidamente enlazada con obras de Goya como La cometa y algunas del neoclasicismo francés. Por su parte, Asalto a la diligencia evoca a La riña en la Venta Nueva, pues ambos introducen una nota de violencia en medio de un agradable paisaje. Fue el segundo cuadro más caro de la serie (3000 reales), aunque es más pequeño que La conducción de una piedra y Procesión de aldea (2500 reales).
Al plasmar en sus cuadros a trabajadores de escaso nivel social, Goya remarca sus vicios, quizá quiere dar a entender que son la causa de su inferior posición en la sociedad moderna.
Este elitismo aparece nuevamente en Procesión de aldea, cuadro que muestra una costumbre popular española arraigada en los pueblos, pero que había sido desdeñada por los ilustrados. Carlos III las prohibió en 1777, pero la medida tuvo poco efecto en las zonas rurales. Goya trata aquí con poco respeto al alcalde y a la mayoría de los ricos de provincia, quienes aparecen físicamente deformados.

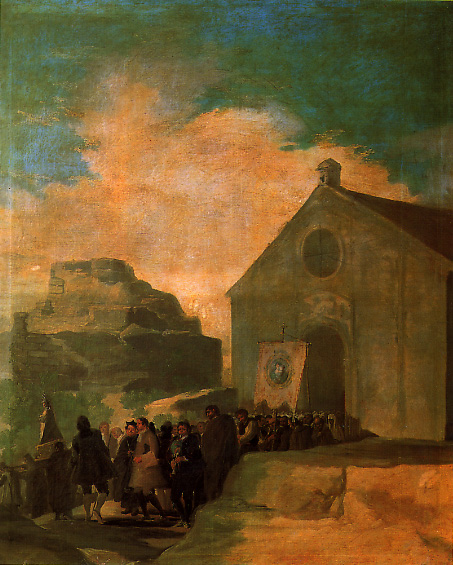
Procesión de aldea

El crítico inglés reconoce en La nevada y El albañil herido —así como su boceto, el ya mencionado Albañil borracho—, emprendidas en aquella época, a los precedentes más directos de estos lienzos. Por primera vez el artista introduce en sus cartones —que hasta entonces eran composiciones alegres y festivas— una nota alusiva a los «peligros», lo que hace suponer que el pintor ya no cree en el pintoresquismo vigente y desea separarse de las costumbres impuestas en los cartones.
El columpio tiene su paralelo en un cartón para tapiz realizado una década antes. Pero aquí, como en toda la serie, la pincelada es más vigorosa y no ahonda en los detalles, a diferencia de los tapices.
La cucaña y Procesión de aldea representan escenas de la España rural, ambas fuertemente arraigadas en la iconografía dieciochesca. En Procesión de aldea, la pincelada difuminada permite apreciar al máximo las fiestas patronales españolas, tan comunes en el crepúsculo de la centuria.
Asalto al coche es la composición más compleja de las que emprendió Goya para El Capricho. En ella se mitiga el efecto violento que produce el atraco a través de la disposición de las figuras, la composición y el cromatismo. Las tonalidades del paisaje contrastan con la gravedad del robo, que pasa al segundo plano al situar Goya el cadáver en el ángulo inferior izquierdo. A todas luces, son los asaltantes quienes ocupan el mayor protagonismo de la escena. Pese a ello, dos tercios del lienzo se dedican a retratar el paisaje de límpido celaje y frondosa vegetación, dedicándose el tercio inferior a capturar el momento del robo.